# Hypasclera costata
Hypasclera costata är en skalbaggsart som först beskrevs av Champion 1896.  Hypasclera costata ingår i släktet Hypasclera och familjen blombaggar. Inga underarter finns listade i Catalogue of Life.